# Florentin
Florentin – miejscowość i gmina we Francji, w regionie Oksytania, w departamencie Tarn.
Według danych na rok 1990 gminę zamieszkiwały 553 osoby, a gęstość zaludnienia wynosiła 44 osób/km² (wśród 3020 gmin regionu Midi-Pireneje Florentin plasuje się na 552. miejscu pod względem liczby ludności, natomiast pod względem powierzchni na miejscu 914.).